# Kotawetan
Kotawetan is een bestuurslaag in het regentschap Garut van de provincie West-Java, Indonesië. Kotawetan telt 14.859 inwoners (volkstelling 2010).